# Banc Southern
Le banc Southern (en anglais Southern Bank ou Southern Reefs, en philippin Katimugan, en mandarin Nánfāng qiǎntān (en sinogrammes 南方浅滩), en vietnamien Bãi Nam), est un atoll des îles Spratleys en mer de Chine méridionale situé au nord-est de Dangerous Ground,.

## Géographie
Le banc Southern est un grand atoll corallien océanique qui s'est développé au sommet d'un mont sous-marin dans la partie sud-est des îles Spratleys.
Le récif est situé à environ 95 milles marins au nord-ouest de l'île de Palawan.
Les caractéristiques géographiques peu profondes les plus proches sont le récif Pennsylvania Nord (en anglais Pennsylvania North Reef, en mandarin Yángmíng jiāo (en sinogrammes 阳明礁), en vietnamien Đá Gò Già) à 6,5 milles marins au nord, le récif Hardy à 22,0 milles marins à l'ouest-sud-ouest et le récif Iroquois à 22,5 milles marins au nord-ouest.

## Caractéristiques
L'atoll orienté du nord-est au sud-ouest a une longueur de 30 milles marins (55,6 km), une largeur de 16 milles marins (29,6 km) et une superficie allant jusqu'à 1 030 km2. Il a une forme irrégulière avec les zones de récif les plus larges allant jusqu'à 3 milles marins au sud-ouest et au nord. Le banc a une profondeur de 13 à 84 mètres.
A l'extrémité nord-est de l'atoll se trouve un récif de corail appelé récif Foulerton (en anglais Foulerton Reef, en mandarin Dōnghuá jiāo (en sinogrammes 东华礁), en vietnamien Đá Chà Và), et dans la partie sud-ouest de l'atoll se trouve un autre récif corallien appelé récif Pennsylvania Sud (en anglais Pennsylvania South Reef, en mandarin Dōngpō jiāo (en sinogrammes 东坡礁), en vietnamien Đá Tây Nam). Un groupe de récifs (en mandarin Bīn jiāo (en sinogrammes 彬礁), en vietnamien Bãi Hải Yến) se trouve sur le bord sud de l'atoll entre le récif Pennsylvania Sud et le récif Foulerton.
| Récif Pennsylvania Sud Récif Foulerton Photo satellite du banc Southern. |

## Revendication de souveraineté
Comme pour toutes les îles Spratleys, la propriété de l'atoll est contestée. Le banc Southern est contrôlé par les Philippines mais est revendiqué par la république populaire de Chine, le Viêt Nam et la république de Chine (Taïwan).

## Structures artificielles
Il n'y a pas de structures artificielles sur le banc Southern en 2024.